# Alexandre del Valle
Pour les articles homonymes, voir Del Valle.
Alexandre del Valle (de son vrai nom Marc d'Anna), né le 4 septembre 1968 à Perpignan, est un géopolitologue, consultant, essayiste et militant politique franco-italien.
Docteur en histoire contemporaine, il se spécialise en géopolitique. Il s’intéresse principalement à l’islamisme, au terrorisme islamiste, aux relations entre l’Europe et la Turquie, et au monde arabo-musulman. À titre professionnel, il exerce comme chroniqueur et enseignant.
Il milite à partir de 1991, dans plusieurs organisations proches du RPR avant de fonder un courant libéral-conservateur de l’UMP, avec Rachid Kaci, appelé « La Droite libre ». En 2001 et 2002, à la suite de plusieurs articles de presse l’associant à l’extrême droite, il engage des poursuites pour diffamation. Après le procès de 2006 où il est débouté, il reste associé, selon la presse, et de l'avis de spécialistes à la mouvance identitaire.
Ses thèses suscitent des controverses. Elles ont notamment été qualifiées d'islamophobes.

## Biographie

### Jeunesse
Marc d’Anna naît le 4 septembre 1968 à Perpignan[réf. nécessaire], d’une mère espagnole pied-noir et d’un père sicilien ayant vécu en Tunisie. Issu d’un milieu populaire immigré défavorisé, il est orphelin à l’âge de 4 ans et passe le gros de son enfance dans un foyer d’accueil des Villages d'Enfants où il grandit dans un milieu multiculturel.

### Diplômes
En 1993, il est diplômé de Sciences Po Aix, où il a obtenu un diplôme d'études approfondies (DEA) en histoire militaire, sécurité et défense. Il commence à s'intéresser aux sciences politiques et à l'analyse géopolitique lorsqu'il rejoint Sciences Po Paris, où il prépare le concours de l'ENA.
En 2015, il obtient un DEAE (DEA européen) de l'université de Milan en histoire des doctrines politiques et des institutions politiques, ainsi que d'un doctorat en histoire contemporaine, à l'université Paul-Valéry-Montpellier,,. Sa thèse réalisée sous la direction de Carol Iancu est intitulée : « L'Occident face à la seconde décolonisation portée par les idéologies islamistes et indigénistes, de la guerre froide à nos jours ».

### Carrière
En 1997, Marc d'Anna intègre le secrétariat général de la Défense et de la Sécurité nationale (SGDSN), organisme chargé d'assister le Premier ministre dans l'exercice de ses responsabilités en matière de défense et de sécurité nationale. Pour rentrer au SGDSN, il fait l'objet d’une enquête de sécurité, avec des moyens de renseignement militaire, à l'issue de laquelle il est habilité secret-défense. Il y travaille comme rédacteur-analyste de la Lettre Faits et tendances de la section Affaires internationales et stratégiques. Ensuite, il évolue dans la fonction publique territoriale et internationale avant de fonder son cabinet de conseil à Bruxelles.
Il est également enseignant en géopolitique à Sup de Co La Rochelle et à l'IPAG,, et intervient à l'Université européenne de Rome, à l'Université de Metz ainsi qu'à l'Institut international de géopolitique[réf. nécessaire]. Il est chercheur associé à l’Institut Choiseul jusqu'en 2014, et cofondateur de l’Observatoire géopolitique de la Méditerranée (basé à Chypre)[réf. nécessaire].
En tant qu'Alexandre del Valle, il a été chroniqueur à la Nouvelle Liberté (Marseille), La Une, Le Figaro Magazine, Le Figaro, Le Spectacle du monde, Israël Magazine, Libéral (Italie), France-Soir, Atlantico. Il écrit régulièrement pour Atlantico, Figarovox et Valeurs actuelles.
Il a collaboré à plusieurs revues de géopolitique, Hérodote, Stratégique, Géostratégiques, Nova Storica, Risk, Politique Internationale, Outre-Terre, Daedalos Papers, Geopolitical affairs, Géoéconomie. Il se focalise sur la géopolitique du monde arabo-musulman.
Il est membre de divers groupes de réflexion, tels que le Daedalos Institute of Geopolitics[réf. à confirmer].
Il est administrateur du cabinet de conseil et du groupe de réflexion (think tank) Géopol Consultings[réf. souhaitée].
En décembre 2019, Alexandre del Valle est consulté, avec Emmanuel Razavi de GlobalGeoNews, sur l'islamisme radical par la vice-présidente du sénat et élue radicale Nathalie Delattre, en tant que géopolitologue, consultant et essayiste, pour la commission d'enquête sur la radicalisation islamiste et les moyens de la combattre.
Le géopolitologue et ex-président de la Sorbonne Jacques Soppelsa présente, dans sa préface du livre La mondialisation dangereuse, Alexandre del Valle comme le « représentant de la nouvelle génération de géopoliticiens qui n’a rien à envier à ses homologues américains ». En précisant qu'il approfondissait l’analyse de la mondialisation, trop souvent comprise comme « sans-frontiériste », dans une logique novatrice et contre-intuitive qui allait surprendre ses lecteurs et ses détracteurs,.
Cet auteur se plaint des contributeurs Wikipédia, le site de droite Atlantico estimant qu'elle est la cible de « destructeurs d’images anonymes ». Le même article relaie les propos d'un ami de l'écrivain qui estime que sa page Wikipédia est « saccagée par des militants d’extrême-gauche ».

## Thèses défendues

### L'alliance américano-islamiste
En 1997, Marc d'Anna publie son premier ouvrage Islamisme et États-Unis : Une alliance contre l'Europe sous le pseudonyme « Alexandre del Valle ». Dans sa deuxième édition, le livre est préfacé par le général chevènementiste et artisan de la politique de dissuasion nucléaire française Pierre Marie Gallois,. Dans cet essai, il défend l'idée selon laquelle les États-Unis se seraient, depuis les années 1970, appuyés sur des mouvements islamistes afin de contrer les influences communistes et panarabiques ; cela aurait, in fine, affaibli l'Europe en tant qu'entité politique,,.
La Revue de la Défense Nationale dans sa recension considère que sa description de la “géopolitique du Coran” est sévère mais incontestable. Sur le reste de l'ouvrage, la revue exprime de plus grandes réserves, en jugeant particulièrement fragile l’idée de l’alliance des deux partenaires, l’américain et l’islamiste.
Selon Denise Artaud, la thèse d'Alexandre del Valle concernant un « machiavélisme américain qui pousserait les États-Unis à s'allier à l'Islam pour nuire à l'Europe » est difficilement admissible, mais l'ouvrage traite également de « questions essentielles pour tous ceux qui s'intéressent à la géopolitique », notamment en ce qui concerne la « vassalité » et l'identité de l'Europe, qui s'affaiblit en renonçant à ses « racines culturelles ».

### Le complexe occidental
Dans son ouvrage Le Complexe occidental : Petit traité de déculpabilisation publié en 2014, Alexandre del Valle développe ses idées de 1998. Il y estime que cette « mauvaise conscience » et ce sentiment de culpabilité seraient la principale menace contre les sociétés occidentales. Il estime que l'« Européen n’a pas à s’excuser éternellement pour les croisades, l’Inquisition, la colonisation ou la Shoah. L’utilisation systématique, obscène même, des drames de la Deuxième Guerre mondiale pour discréditer les patriotes européens est devenue tout simplement insupportable ». Il considère que la seule façon d’assurer une pérennité à la vieille Europe serait de renouer avec son identité, de se déculpabiliser, de se réconcilier avec son histoire judéo-chrétienne et ses racines dans le cadre d’un monde multipolaire fait de retour des identités et de realpolitik décomplexée[réf. à confirmer]. Il estime que cette déculpabilisation est une condition nécessaire à l'intégration des nouvelles populations arrivées sur le sol européen.
Il exprime régulièrement son opposition à l'entrée de la Turquie dans l’UE. Ce processus relèverait, selon lui, d'une stratégie menée par certains dirigeants politiques turcs issus du courant islamiste visant à « subvertir les valeurs occidentales et à pénétrer l'Union européenne pour mieux mettre fin à l'expérience d'essence occidentale et européenne par excellence que fut le kémalisme ».

### La nouvelle judéophobie d'origine arabo-islamique
En 1999 et 2000, Alexandre del Valle défend, dans Le Figaro, la communauté juive et Israël, « alors victimes d’une vague de haine sans précédent », et il devient pro-israélien.
Il estime qu'il n'est plus possible, aujourd'hui, en France, de dénoncer la judéophobie d'origine arabo-islamique sans être qualifié d'« agent sioniste » ou de « complice du colonialisme israélien » et d'être catalogué islamophobe ou raciste. Il rappelle que les premières victimes du « totalitarisme islamiste » sont des musulmans et que les « défenseurs » de la lutte antiraciste feraient mieux de dénoncer ce « fascisme vert » plutôt que d'essayer de « fasciser la communauté juive ». Il estime que devant l'ampleur de l'électorat musulman, « la gauche et l'extrême gauche, engluées dans leurs idées tiers-mondialistes et antisionistes [...] ne veulent pas admettre que le retour du totalitarisme, du racisme et de l'intolérance passe également et même surtout, actuellement, par le Sud, [et] qu'il est le fait principalement de l'islamisme. ».
Libération indique que « ses prises de position violemment anti-islamiques lui valent actuellement d'être régulièrement invité à présenter ses travaux devant certaines associations de la communauté juive très marquées à droite et soutiens inconditionnels de la politique menée par Ariel Sharon en Israël ».
La commission d’études politiques du CRIF a entendu Alexandre del Valle sur la question des liens supposés entre les Frères Musulmans et l’extrême gauche, au cours de laquelle il évoque les alliances d'antagonismes idéologiques par simple judéophobie. Il va plus loin en assurant que le mythe de l'islamophobie serait une création des Frères Musulmans et exploité comme outil d'infiltration.

### Le totalitarisme islamiste
Alexandre del Valle, en s'appuyant sur les attentats du 11 septembre 2001, assimile l'islamisme à un « fascisme » ou un « totalitarisme », qui consiste à vouloir « conquérir la planète par la force, la jihad, la guerre sainte », une volonté qu'il qualifie de « fanatisme absolu ». Il gagne en notoriété en développant cette thèse sur les plateaux de télévision après les attentats. Ainsi, dans son ouvrage Le totalitarisme islamiste à l’assaut des démocraties, il considère que le terrorisme islamiste sunnite et l’idéologie salafiste à prétention impérialiste qui le sous-tendrait ne sont pas une forme d'intégrisme, un concept qui selon lui mettrait sur un même plan les « trois monothéismes », mais bien une forme de « totalitarisme », à l’instar d’autres idéologies totalitaires « rouges » et « brunes » conquérantes et violentes fondées sur la terreur et le contrôle total de l’homme.
Il déplore, en conséquence, le rejet de la Russie par les pays de l’OTAN, à commencer par les États-Unis, et continue de plaider, a contrario, pour un « pan-Occident » réconciliant les anciens ennemis de la guerre froide face à la menace, selon lui, principale du « totalitarisme islamiste ».
Selon Alexandre del Valle, l'« islamisme modéré » n'existe pas et l'Islam se caractérise par une complète imbrication de la religion et de l’État : selon lui, « l'Islam estime que, sans le pouvoir, on ne peut mettre en pratique la doctrine ». Del Valle affirme que l'Islam européen est pratiquement totalement représenté par des « associations religieuses et culturelles contrôlées par des États fondamentalistes ou des mouvements islamistes ».

### Persécution du christianisme
Alexandre del Valle soutient que la religion la plus persécutée est le christianisme. Selon lui, la banalisation de la haine envers les chrétiens et le christianisme dans le monde résulterait de son assimilation à un Occident colonial, dominant, donc à la « religion de l’oppresseur » blanc européen, voire à l’impérialisme américain.  

## Parcours politique

### Premiers engagements autour du RPR
En 1991, au cours de ses études à l'IEP d'Aix-en-Provence, Alexandre del Valle milite pour le RPR UDF puis au RPF de Charles Pasqua et Philippe de Villiers. En 2001 il s'engage à l’UMP avec Rachid Kaci. Toujours étudiant à l'IEP d'Aix-En-Provence, Alexandre del Valle fait ensuite un passage au Centre national des indépendants et paysans (CNIP). Au même moment, il suit le mouvement de Philippe de Villiers Combat pour les valeurs, puis le Rassemblement pour la France (RPF) de Villiers et Charles Pasqua, dont il reste proche jusqu'à son adhésion à l'Union pour un mouvement populaire (UMP) en 2002[réf. nécessaire].

### La Droite Libre et droite de l'UMP
En novembre 2002, il cofonde, avec son ami Rachid Kaci, La Droite Libre, courant libéral-conservateur, et qui est, selon Le Monde, « un courant situé très à droite au sein de l'UMP, et aux positions résolument pro-israéliennes et peu islamophiles ». Le 17 novembre 2002, lors de l'assemblée constituante de l'UMP, Rachid Kaci et lui, sous pseudo, se présentent à la vice-présidence de l'UMP avec, comme adversaires, Alain Juppé ou Nicolas Dupont-Aignan. Ils obtiennent 3,17 %, puis 14 % l'année suivante en liste commune avec Nicolas Dupont-Aignan[réf. nécessaire].
En 2017, il participe à une conférence organisée par le député européen Salvo Pogliese et son groupe du Parti populaire européen (PPE).
En 2019, il intervient lors d'une conférence organisée par le député européen Costas Mavrides, membre du groupe de l'Alliance progressiste des socialistes et démocrates (S&D).

### Prises de position et positionnement politiques
En 1999, il signe la pétition « Les Européens veulent la paix », initiée par le collectif d'extrême droite « Non à la guerre » pour s'opposer à l'intervention militaire de l'OTAN en Serbie. La même année, il s'exprime dans les colonnes d'Offensive, le journal des jeunes mégrétistes. Il est, par ailleurs, conférencier à l'université d'été de Jeunesse Action Chrétienté, organisation catholique intégriste fondée par Guillaume Peltier.

## Critiques et controverses

### Qualification d'extrême droite et poursuites en diffamation
En 2001, à la suite d’un article coécrit sur le thème des « rouges-brun-verts », Alexandre del Valle fait l’objet de plusieurs réactions dans la presse l'accusant de proximités avec l'extrême droite. La revue engagée REFLEXes, est la première à publier, et est reprise par le média Canal+ et l'association proche de la mouvance d'extrême gauche MRAP. La revue REFLEXes juge que del Valle présente un double visage, le décrivant comme « celui qui s’incruste dans la communauté juive et multiplie les gages de bonne conduite politiquement correcte en attaquant les « nazis », mais qui pour autant « continue à écrire dans des revues extrême droitières comme Relève politique » et « continuerait à rencontrer quelques représentants de la droite la plus nazifiante », ce qu'il dément. La même publication écrit qu'à l'IEP d'Aix-en-Provence, « ses fréquentations le poussent à participer aux activités d’Yggdrasill, petite secte païenne ultra-droitière, pour laquelle il écrit quelques articles dans la revue Muninn ». Selon René Monzat, qui a mené une enquête sortie dans la revue Ras l'front en 2002, Muninn a publié un ou plusieurs articles de del Valle à chaque parution pendant près de trois ans à partir de 1991. Selon René Monzat, del Valle aurait initialement exposé ses thèses dans des cercles et conférences de la Nouvelle droite et du GRECE. Lorsque, la même année, Le Monde diplomatique, Le Monde, Politis et Libération reprennent les informations de Ras l'front sur le passé de del Valle, ce dernier attaque en justice l'article de René Monzat, et intente des procès à tous les journaux qui l'incriminent.
Au cours du procès devant la 11e chambre de la cour d'appel de Paris en février 2005, « la Cour constate que la plupart des documents produits soit n’apportent aucun éclairage particulier sur les thèses développées par (…) [Alexandre DEL VALLE], soit ne font que refléter le point de vue personnel de leurs auteurs, qu’ils sont également inopérant au titre de l’offre de preuve. (…) considérant que la preuve de la vérité des faits diffamatoires n’est pas rapportée ». Aussi la cour estime que « (…) dire de quelqu’un qu’il est d’extrême droite n’est nullement diffamatoire s’agissant d’une imputation exclusive de tout fait précis puisque se situant uniquement dans le domaine des idées, qu’il en va, a fortiori, de même pour une personne au « passé d’extrême droite » ». Aussi, Alexandre del Valle est débouté. Les journalistes Cécilia Gabizon et Johan Weisz (repris par Daniel Bensaïd) estiment néanmoins que cette condamnation aurait confirmé qu'il a « fréquenté tour à tour les milieux royalistes légitimistes, les milieux intégristes catholiques, les milieux de la droite païenne et antisémite, ceux de la droite radicale, ceux du Grece et de la nouvelle droite, les milieux fascistes identitaires européens »,.
En 2002, Alexandre Del Valle dément tout lien avec la Nouvelle droite. D'après Le Monde, Del Valle « ne nie pas, cependant, sa participation à plusieurs manifestations organisées par des associations d’extrême droite », affirmant fréquenter des personnes dont il ne partage pas les idées,.
En 2002, il est défendu par André Darmon, rédacteur en chef d'Israël Magazine, qui affirme ne pas se soucier que Del Valle ait « donné des conférences à des parterres d'extrême droite », et par Yves Kamami, président du Bnai Brith, qui déclare que Del Valle a rompu avec l'extrême droite. Mais les auteurs du livre OPA sur les Juifs de France, qui estiment que les positions « pro-sionistes » de Del Valle n'ont qu'un angle utilitaire, affirment que Del Valle demeure lié à la « mouvance identitaire ». Les deux journalistes relèvent par exemple qu'il a participé à une réunion du Forum jeunesse lepéniste et trinqué, au café, avec ses organisateurs, et que ses activités à l'extrême droite continuent encore en novembre 2004, avec des dizaines de conférences dans les communautés juives, trois salons du livre du Bnai Brith France, et un colloque au centre Centre Simon-Wiesenthal.
En 2003, le politologue Vincent Geisser écrit dans son ouvrage qu'Alexandre del Valle est un ancien de l'extrême-droite « païenne » et militant de l'UMP de tendance souverainiste.
En 2010, l'historien Nicolas Lebourg, explique qu'« il réussit le tour de force, durant quelques années, de collaborer à la fois avec l'extrême droite catholique intégriste partisane du nationalisme-intégral et les Völkischen néo-païens. Participant aux travaux du G.R.E.C.E., il se joint à l'axe Vial-Faye, comme eux collabore avec le parti de Bruno Mégret, avec Synergies européennes, et est proche de Réfléchir & Agir ».
En juin 2019, Maxime Macé et Pierre Plottu, respectivement journaliste et rédacteur en chef de France-Soir, le qualifient également d'« écrivain identitaire », ils voient dans son voyage en Sicile, organisé par Odeia, un lien de cette entreprise avec l'extrême droite.

### Qualification d'islamophobie
En 2002, le politologue et spécialiste de l'islam Olivier Roy affirme que « les écrits de Del Valle vont au-delà de l'islamophobie ». Dans un ouvrage publié en 2007, il impute à plusieurs intellectuels « hostiles à l'islam », dont Alexandre Del Valle, une recomposition du paysage politique et intellectuel français incluant une campagne d'islamophobie. Selon lui, Alexandre Del Valle, Oriana Fallaci et Alain Besançon « visiblement très hostiles à la présence à la fois des immigrés et de l'islam », « pensent que l'héritage chrétien fait partie de l'identité française et européenne et donc que l'islam ne peut s'y intégrer, même sous une forme laïque ».
L'essayiste Xavier Ternisien estime dans un article du Monde que Del Valle est hostile à l'Islam, notant que ce dernier a notamment déclaré que « l’islam est totalitaire » et que « l’actuel processus de colonisation de peuplement que l’on nomme pompeusement “phénomène migratoire” s’apparente à une véritable guerre de conquête, à une invasion déguisée ». Pour Xavier Ternisien, le parcours d'Alexandre del Valle illustre « la façon dont un certain discours hostile à l’islam s’est répandu comme un poison » et peut rendre l'opinion française « plus perméable au racisme et à l’islamophobie ».
En 2003, l'historien Dominique Vidal estime qu'Alexandre del Valle fait partie de ceux qu'il nomme les « experts de la peur » et qui participent à une « poussée d'islamophobie » en France. La même année, le MRAP le qualifie d'« islamophobe forcené ».
Fred Halliday le décrit comme étant l'« auteur de dénonciations verbeuses de l'islam et des Arabes, tous soi-disant ligués avec les États-Unis pour détruire l'Europe dans un mouvement mondial de tenailles identitaires ».
En 2013, dans un article du Monde le journaliste et essayiste Samuel Laurent qualifie Alexandre Del Valle d'« auteur de textes violents contre l'Islam ».
Selon Reflets, tout au long de son parcours, il est obsédé par « le péril musulman ».
Le politologue et géopolitologue français Laurent Murawiec le décrit comme « essentiellement hostile aux Musulmans ».

### Contestation par le milieu universitaire
D'après la journaliste Marika Mathieu, Alexandre del Valle a tout au long de sa carrière été contesté par des universitaires, qui critiquent notamment son utilisation du terme fascisme, et il est, selon elle, « perçu comme un intellectuel de plateaux qui diffuse des analyses simplistes ». Elle voit en lui une figure emblématique de ce que le sociologue Raymond Boudon nomme « les intellectuels du second marché », comme Bernard-Henri Lévy et Ivan Rioufol, des personnalités médiatiques dont la pensée vise l'opinion et les médias, contrairement aux « intellectuels du premier marché », orientés vers l'académique, tels que Alain Finkielkraut et Pierre-André Taguieff. Marika Mathieu cite Nicolas Lebourg, qui reproche aux « intellectuels du second marché » de ne pas maîtriser les « acquis et débats historiographiques sur les objets fascisme, nazisme, totalitarisme et islamisme ».

### Enquête surMediapart
En juin 2017, son cabinet, Géopol Consultings se voit commander par Jean-Luc Schaffhauser, député européen du Front national, un rapport sur Mediapart. Le devis, d'un montant de 10 000 euros, comporte quatre volets dont les intitulés sont jugés « pour le moins complotistes » par L'Obs. Le devis définit les objectifs du rapport : « Démontrer les liens existants entre certains acteurs extérieurs et ce média » et « montrer que ce média est un chien de garde du système ». Le rapport, intitulé « Les métastases de Mediapart », est présenté en octobre suivant. L'Obs estime que la section du rapport sur les actionnaires de Mediapart « multiplie les erreurs factuelles sur les patronymes, les parcours personnels et la structure financière de Mediapart ». Après avoir rendu disponible le rapport sur Internet pendant plusieurs mois, Jean-Luc Schaffhauser le supprime, déclarant qu'il contient des « erreurs » à corriger,.

### Critiques de ses propos sur la situation au Mali
En mai 2019, dans une tribune publiée par Le Monde, plusieurs politologues et journalistes maliens dénoncent les « analyses à connotation ethnique » d'Alexandre del Valle sur la situation au Mali : « Les propos de MM. Del Valle et Pinatel reflètent une tendance vers une forme d’essentialisme dans l’analyse et l’interprétation des enjeux de notre monde. Si la seule préoccupation de ces « spécialistes » est de plaquer sur la situation malienne une grille de lecture qui satisfait leurs fantasmes sur le « choc des civilisations », ils sont alors des rhéteurs incendiaires qui compliquent la tâche de Sahéliens qui œuvrent sans relâche à bâtir des sociétés meilleures. Si leur préoccupation était au contraire de comprendre cette crise, qu’ils commencent par lire et se renseigner avant de parader sur les plateaux de télévision. Les enjeux sont importants ».

## Ouvrages
- L'Islamisme et les États-Unis : une alliance contre l'Europe (préf. Pierre Marie Gallois, postface Jean-Pierre Péroncel-Hugoz), Lausanne, L'Âge d'homme, coll. « Mobiles géopolitiques », 1997, 327 p. (ISBN 978-2-8251-1060-7, BNF 36702146)
- Guerres contre l'Europe : Bosnie, Kosovo, Tchétchénie : essai, Paris, Les Syrtes, 2001, 431 p. (ISBN 978-2-84545-045-5, BNF 37625242)
- Le Totalitarisme islamiste à l'assaut des démocraties (préf. Rachid Kaci), Paris, Les Syrtes, 2002, 463 p. (ISBN 978-2-84545-058-5, BNF 38883195)
- La Turquie dans l'Europe : un cheval de Troie islamiste ? (av.-propos Péroncel-Hugoz), Paris, Les Syrtes, 2004, 457 p. (ISBN 978-2-84545-093-6, BNF 39141878)
- Avec Emmanuel Razavi, Le Dilemme turc, ou Les Vrais Enjeux de la candidature d'Ankara, Paris, Les Syrtes, 2005, 313 p. (ISBN 978-2-84545-116-2, BNF 40038426)
- (it) Perché la Turchia non può entrare in Europa (préf. Roberto de Mattei), Milan, Guerini e Associati, 2009, 237 p. (ISBN 978-88-6250-162-0)
- (it) Verdi, rossi, neri : la convergenza degli estremismi antioccidentali : islamismo, comunismo, neonazismo (préf. Magdi Allam), Turin, Lindau, coll. « I draghi », 2009, 496 p. (ISBN 978-88-7180-833-8, présentation en ligne)
- Pourquoi on tue des chrétiens dans le monde aujourd'hui ? : la nouvelle christianophobie (préf. Denis Tillinac), Paris, Maxima-Laurent du Mesnil, 2011, IX + 359 (ISBN 978-2-84001-694-6, BNF 42466590)
- Le Complexe occidental : petit traité de déculpabilisation, Paris, L'Artilleur, coll. « Toucan essais », 2014, 410 p. (ISBN 978-2-8100-0574-1, BNF 43804171)
- Avec la femme politique franco-syrienne Randa Kassis (préf. Renaud Girard), Le Chaos syrien : Printemps arabes et minorités face à l'islamisme, Bussières, Dhow, coll. « Regards d'Orient », 2014, 316 + 4 (ISBN 979-10-93501-03-1, BNF 44270641)
- avec Randa Kassis, Comprendre le chaos syrien : des révolutions arabes au jihad mondial, Paris, L'Artilleur, coll. « Toucan essais », 2016, 448 p. (ISBN 978-2-8100-0731-8, BNF 45055670)
- Les Vrais Ennemis de l'Occident : du rejet de la Russie à l'islamisation des sociétés ouvertes, Paris, L'Artilleur, coll. « Toucan essais », 2016, 500 p. (ISBN 978-2-8100-0727-1)
- La stratégie de l'intimidation : du terrorisme jihadiste à l'islamiquement correct, Paris, L'Artilleur, coll. « Toucan essais », 2018, 560 p. (ISBN 978-2-8100-0822-3)
- Avec Emmanuel Razavi, Le Projet: La stratégie de conquête et d'infiltration des frères musulmans en France et dans le monde, L'artilleur, 2019, 560 p. (ISBN 978-2810008667)
- Avec Jacques Soppelsa, La mondialisation dangereuse : Vers le déclassement de l'Occident, Paris, L'Artilleur, 2021, 520 p. (ISBN 978-2810010226) ; rééd. Vers un choc global ? La mondialisation dangereuse, nouvelle éd. revue et augmentée, 2023